# جهرل
جَهْرَل جنس حيوانات عاشبة مجترة من سبط المجترات وفصيلة الغنميات. ملجنها الحياتي جماعي. آجالها كثيرة العدد. الذكور لا تنظم إلى الإناث إلى في زمن الدرّ والسفاد وذلك في أواخر فصل الخريف وتبقى معها حتى أوائل الربيع. قُوتها الأعشاب والبلوط. أجسام ذكورها تطول من 130 150 سم. وترتفع من 80 إلى 100 سم. قرونها مصمتة مخددة حيداء تطول من 30 إلى 38 سم. أذنابها تطول من 6 إلى 8 سم. رؤوسها مستطيلة. أعناقها وصدورها ومناكبها وصدورها وفرة الشعر المستطيل. أثوابها إلى السمرة الحنطية يعلوه مواجٌ جؤوي. رؤوسها وأثباج ظهورها أشد سمرة من سائر الأقسام. إناثها أصغر قداً من ذكورها وأقصر قرناً وضروعها رباعية الأخلاف. محبلها يستمر نحو 175 يوماً تضع في تمامه جدياً واحداً تفطمه بعمر أربعة أشهر. هو جنس من الأبقار يحتوي حاليًا على نوع حي واحد، طهر حَمَلَايا. نوعان منقرضان معروفان أيضًا من العصر الجليدي.
كان كلٌّ من جهرل الجزيرة وجهرل جنوبي الهند مُدرجَين في هذا الجنس ولكن تم تخصيصهما منذ ذلك الحين لأجناسهم الخاصة. 